# Estádio Vidal Ramos Júnior
O Estádio Municipal Vidal Ramos Júnior, conhecido como Tio Vida, é um estádio de futebol localizado em Lages, no estado de Santa Catarina. Ele é sede dos jogos do time profissional de futebol da cidade, o Inter de Lages.

## História
A ideia da construção do estádio surgiu na década de 1940. Nessa época, o prefeito de Lages era Vidal Ramos Júnior, responsável pela doação do terreno onde seria construído o centro esportivo. As obras só começaram na década seguinte. Ao ser inaugurado, em 7 de setembro de 1954, recebeu o nome de "Estádio Municipal do Bairro Coral", embora tenha ficado mais conhecido por seu apelido na época, "Estádio da Ponte Grande". Em 1961, a Câmara de Vereadores aprovou Projeto de Lei do prefeito Wolny Della Rocca para que o local fosse rebatizado como Estádio Municipal Vidal Ramos Júnior.
O estádio, que também é utilizado para a disputa de torneios do futebol amador de Lages, passou por algumas reformas ao longo de sua história. No dia 26 de janeiro de 1969 foi inaugurada a arquibancada de cimento - até então, o estádio tinha arquibancadas de madeira. O jogo que marcou a reinauguração foi realizado entre o Grêmio Atlético Guarany e o Internacional, os maiores rivais da história do futebol profissional da cidade. O clássico "Gua-nal" foi vencido pelo Inter por 4 a 2.
Em 1976, Internacional e Vasco da Gama disputaram a partida que marcou o lançamento dos refletores do Vidal Ramos Júnior. O jogo foi vencido pela equipe do Rio de Janeiro por 2 a 1. No século XXI, as principais mudanças ocorreram em 2004, com troca de gramado e ampliação de parte da arquibancada, que passou a ser coberta, e 2014, quando o gramado foi novamente substituído e o campo de jogo passou a ter 105m x 68m, as mesmas dimensões dos campos dos estádios utilizados na Copa do Mundo realizada no Brasil naquele ano.

## Mudança de capacidade
Ao longo das décadas, a capacidade do Vidal Ramos Júnior mudou algumas vezes. Uma das primeiras referências sobre a capacidade de público do estádio é a da final do Campeonato Catarinense de 1965. No dia 27 de março de 1966, quando o Inter de Lages derrotou o Metropol por 2 a 1 e conquistou o título, o estádio, com lotação máxima, recebeu, segundo alguns registros, mais de 5 mil torcedores.
Oficialmente, o maior público do estádio foi registrado no dia 31 de janeiro de 1970: dez mil pagantes foram assistir ao amistoso entre Inter de Lages e Sport Club Internacional, de Porto Alegre, que terminou com vitória dos visitantes por 1 a 0. Mas há registros de públicos maiores em outras partidas, embora em contagens extraoficiais. No dia 26 de janeiro de 1975, na decisão do Campeonato Catarinense de 1974, entre Inter de Lages e Figueirense, por exemplo, o público oficial foi de 7.408 pagantes, mas os cinco mil ingressos vendidos de maneira antecipada para reduzir o percentual pago à Federação Catarinense de Futebol teriam assegurado uma audiência de mais de 12 mil torcedores.
Público semelhante assistiu à final da Copa Santa Catarina de 1992, disputada no dia 28 de junho daquele ano entre Inter de Lages e Araranguá. Oficialmente, no entanto, foram 8.814 pagantes nas arquibancadas. Em outra final de campeonato, a da segunda divisão do estadual de 2000, o Inter mais uma vez teria levado mais de 12 mil torcedores ao Vidal Ramos Júnior, embora, oficialmente, tenham sido 8.940 pagantes.
Nos anos 2000, a mudança nos critérios de segurança e medição das arquibancadas reduziu a capacidade do Vidal Ramos Júnior. Houve uma diminuição adicional em 2009: a interdição de uma ala do estádio cortou sua capacidade para 5.531 pessoas. A partir de 2014, com reformas e adequações, o Vidal Ramos Júnior foi retomando paulatinamente sua capacidade de público: primeiro, para 7.640 torcedores, e, depois, para os atuais 9.600.

## Origem do apelido
O Vidal Ramos Júnior já existe há mais de 60 anos, mas o apelido "Tio Vida", pelo qual tem sido chamado na atualidade, é relativamente recente. Quem criou o apelido, na primeira década do século XXI, foi o narrador esportivo Souza Filho, a partir de um costume típico da cultura lageana: usar "tio" como referência a amigos ou pessoas de seu círculo íntimo.